# Linda Hargrove
Linda Adams, coniugata Hargrove (Great Bend, 2 aprile 1950), è un'allenatrice di pallacanestro e dirigente sportiva statunitense, professionista nella ABL e nella NBA.

## Carriera
Ha guidato per tre stagioni le Portland Fire.